# كريستوف كابونغو
كريستوف كابونغو هو لاعب كرة قدم تشيكي في مركز الوسط، ولد في 27 أغسطس 2003.